# Brachytarsophrys chuannanensis
Brachytarsophrys chuannanensis é uma espécie de anfíbio da família Megophryidae.
É endémica da China.
Os seus habitats naturais são: florestas subtropicais ou tropicais húmidas de baixa altitude, regiões subtropicais ou tropicais húmidas de alta altitude e rios.
Está ameaçada por perda de habitat.